# Arroyo Caracol Arriba
Arroyo Caracol Arriba är en ort i Mexiko.   Den ligger i kommunen San Lucas Ojitlán och delstaten Oaxaca, i den sydöstra delen av landet, 300 km sydost om huvudstaden Mexico City. Arroyo Caracol Arriba ligger 89 meter över havet och antalet invånare är 172.
Terrängen runt Arroyo Caracol Arriba är platt åt sydväst, men åt nordost är den kuperad. Runt Arroyo Caracol Arriba är det ganska glesbefolkat, med 39 invånare per kvadratkilometer. Närmaste större samhälle är Isla Soyaltepec, 14,1 km nordväst om Arroyo Caracol Arriba. Omgivningarna runt Arroyo Caracol Arriba är en mosaik av jordbruksmark och naturlig växtlighet.